# Luke Farritor

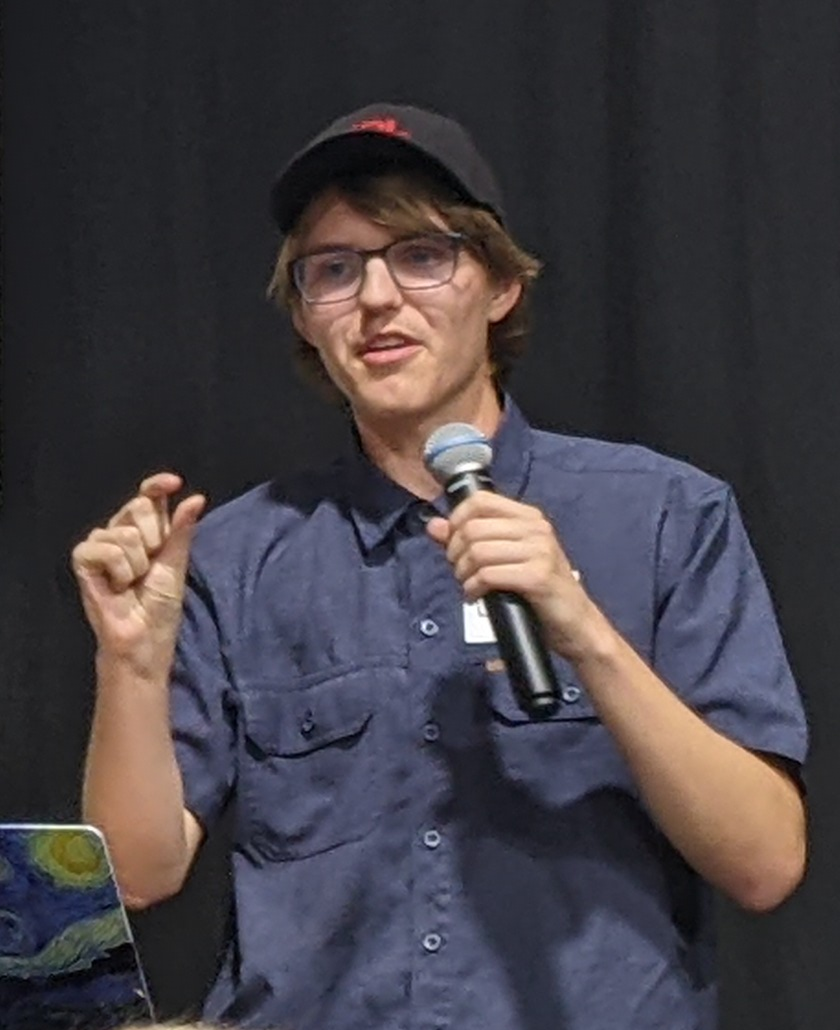
Farritor em 2023

Luke Farritor (nascido em 2001 ou 2002) é um engenheiro de software americano que atualmente trabalha no Departamento de Eficiência Governamental (DOGE).

## Início de vida e educação
Luke é filho de Shane Farritor, um professor da Universidade de Nebraska-Lincoln nascido em Ravenna. Luke estagiou na SpaceX em 2023; nesse mesmo ano, ganhou um prêmio de 250 000 dólares na competição Vesuvius Challenge ao usar inteligência artificial para decifrar um dos rolos dos papiros de Herculano. O programa de IA de Farritor segmentou imagens do pergaminho em 100 píxeis por 100 píxeis para determinar os caracteres escritos à tinta.
Farritor estudou ciência da computação na Universidade de Nebraska-Lincoln, antes de abandonar o curso para se tornar um Thiel Fellow [en] em 2024.

## Carreira
Farritor foi nomeado para o Departamento de Eficiência Governamental em 2025 e faz parte do grupo de jovens de 19 a 24 anos na agência. Farritor atualmente possui uma autorização de e-mail da Administração de Serviços Gerais [en] (GSA) e nível A-suite, com acesso a todos os espaços físicos e sistemas de TI da GSA, de acordo com a Wired. Ele também é engenheiro executivo no gabinete do secretário de Saúde e Serviços Humanos.